# New Flyer
New Flyer (voluit: New Flyer Industries) is de grootste Canadese fabrikant van autobussen, in het bijzonder stads- en streekbussen. New Flyer is onderdeel van NFI Group, een overkoepelende organisatie van busfabrikanten, en beschikt over meerdere fabrieken in zowel Canada als de Verenigde Staten. Anno 2025 heeft New Flyer alleen de Xcelsior-serie in het productgamma.

## Geschiedenis

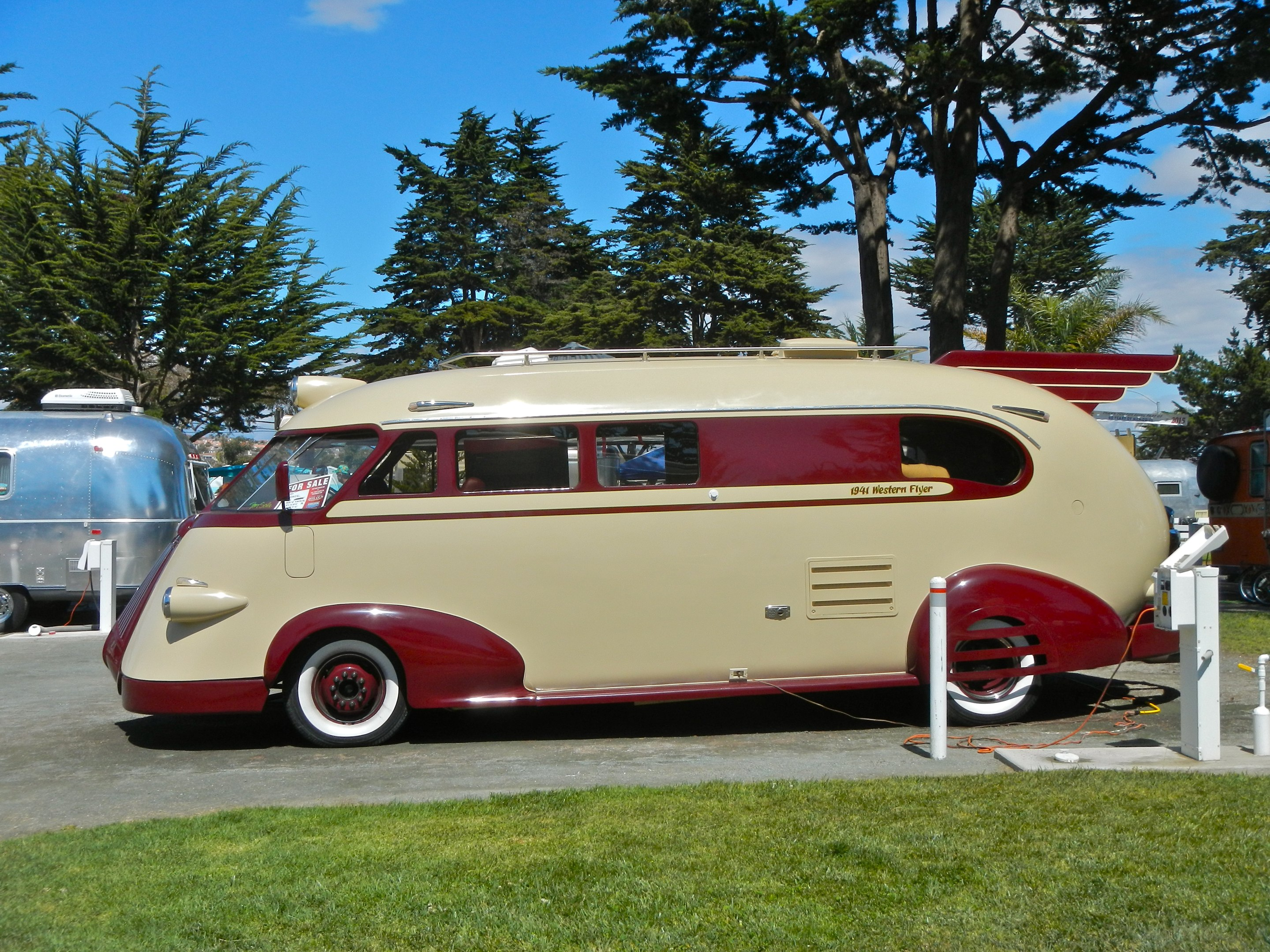
Western Flyer uit 1941

### Oprichting en financiële problemen
New Flyer werd in 1930 opgericht door John Coval in de Canadese provincie Manitoba onder de naam Western Auto and Truck Body Works Ltd. De eerste bussen rolden in 1937 van de band. In 1941 begon de productie van het model Western Flyer, waarna de naam van het bedrijf in 1948 werd gewijzigd in Western Flyer Coach.
In de jaren 60 van de twintigste eeuw werd de focus verlegd naar het produceren van bussen voor het openbaar vervoer. Rond 1970 raakte het bedrijf in financiële problemen wegens te grote concurrentie van de busdivisie van General Motors. In 1971 werd Western Flyer daarom opgekocht door de Manitoba Development Corporation, een overheidstak van de provincie Manitoba. De naam werd daarop gewijzigd in Flyer Industries Limited.
Drie jaar later, in 1974, voerde de Progressive Conservative Party of Manitoba als grootste oppositiepartij druk uit op het provinciebestuur om Flyer Industries weer te verzelfstandigen. Het bestuur ging hier echter niet in mee.

### Tweede verzelfstandiging en innovaties
Pas op 15 juli 1986 werd New Flyer weer zelfstandig toen Jan den Oudsten - eigenaar van de Nederlandse busfabrikant Den Oudsten - Flyer Industries overnam. Na de overname werd de naam gewijzigd in New Flyer Industries Limited.
New Flyer ontwierp in 1988 de eerste lagevloerbus van Noord-Amerika. Het allereerste productiemodel daarvan, D40LF geheten, werd in 1991 als eerste afgeleverd aan de Port Authority of New York and New Jersey. In 1994 volgde een tweede en derde unicum: New Flyer nam in dat jaar de eerste aardgasbus van Noord-Amerika in productie, kort daarop gevolgd door 's werelds eerste brandstofcelbus. Een jaar later volgde de eerste gelede bus met lage vloer voor de Noord-Amerikaanse markt.
In maart 2002 werd New Flyer voor 44 miljoen dollar overgenomen door KPS Capital Partners, een investeringsbedrijf dat gespecialiseerd is in het winstgevend maken van in financiële problemen geraakte bedrijven. Eveneens in 2002 stapte bestuursvoorzitter Jan den Oudsten uit het bedrijf. Later werd hij ingehuldigd in de eregalerij van de American Public Transportation Association.
Gedurende 2003 leverde New Flyer 213 hybride bussen af aan King County Metro, de grootste vervoerder in Seattle. Op dat moment betrof dit 's werelds grootste order van hybride bussen. Op 15 december 2003 werd New Flyer overgenomen door zogeheten private equitybedrijven: Harvest Partners en Lightyear Capital.
Op 19 augustus 2005 ging New Flyer de beurs op, te weten de Toronto Stock Exchange. Hierbij werd de naam gewijzigd in New Flyer Industries Canada ULC en werd een moederbedrijf opgericht onder de naam NFI Group Inc.

### Joint ventures
In mei 2012 ging New Flyer een joint venture aan met de Britse busfabrikant Alexander Dennis. Hun doel was om een zogeheten lagevloermidibus (een kortere bus met minder capaciteit voor rustiger lijnen) op de Noord-Amerikaanse markt te brengen. De bus werd uitgebracht onder de naam New Flyer MiDi en was gebaseerd op het ontwerp van de reeds bestaande Alexander Dennis Enviro200. Alexander Dennis bouwde het chassis en voerde tests uit; New Flyer bouwde de MiDi af en zorgde tevens voor de marketing. Uiteindelijk zijn er ruim 200 bussen gebouwd voor 22 vervoerders in Canada en de Verenigde Staten. Aan het begin van mei 2017 kondigden New Flyer en Alexander Dennis de samenwerking stop te zetten en de productie van de MiDi over te hevelen naar de nieuwe Noord-Amerikaanse fabriekshal van Alexander Dennis in Indiana.
In juni 2012 ging New Flyer een tweede joint venture aan, ditmaal met Mitsubishi Heavy Industries, het provinciebestuur van Manitoba, Manitoba Hydro en Red River College. Ook werd voor het eerst een volledig elektrische bus aangekondigd.

## Bussen (selectie)
| Foto | Modelnaam       | Lengte                                     | Breedte             | Productiejaren |
| ---- | --------------- | ------------------------------------------ | ------------------- | -------------- |
|      | Xcelsior        | 10,7 meter 12 meter 18 meter               | 2,6 meter           | 2008–heden     |
|      | Low Floor       | 9,3 meter 10,8 meter 12,5 meter 18,5 meter | 2,6 meter           | 1989–2014      |
|      | Invero          | 12,5 meter                                 | 2,6 meter           | 2002–2007      |
|      | High Floor      | 10,7 meter 12,5 meter 18,5 meter           | 2,6 meter           | 1987–2006      |
|      | 700 / 800 / 900 | 10,7 meter 12 meter                        | 2,4 meter 2,6 meter | 1967–1987      |